# Endurance (film)
Endurance is een docudrama-film uit 1999, geschreven en geregisseerd door Leslie Woodhead en Bud Greenspan. Het werd geproduceerd en uitgebracht door Walt Disney Pictures. De film gaat over de beroemde afstandsloper Haile Gebrselassie, die in de film zichzelf speelt.

## Inhoud
De film toont de opvoeding van Gebrselassie in Ethiopië en zijn daaropvolgende overwinning op het 10.000 meter lange circuitevenement op de Olympische Spelen van Atlanta in 1996.